# J-SH04
Il J-SH04 fu un telefono cellulare prodotto da Sharp Corporation e realizzato da J-Phone (SoftBank Mobile). Fu disponibile soltanto in Giappone, e venne messo in commercio nel novembre del 2000. Fu il primo cellulare giapponese ad essere stato prodotto con una fotocamera integrata (110.000-pixel CMOS) e un display a colori (display a 256 colori). È stato definito come il primo al mondo nel suo genere, ma il cellulare Samsung SCH-V200 equipaggiato con una fotocamera VGA venne realizzato nella Corea del Sud parecchi mesi prima. Il cellulare pesa 74 g, e le sue dimensioni sono 127 × 39 × 17 mm. Soltanto un mese dopo venne realizzato il flip phone J-SH05.
C'è un'analisi ulteriore sulla storia di questo prodotto che più decisamente definisce cosa un telefono con la fotocamera è e conserva la validità dello Sharp SH04 come il primo telefono cellulare al mondo con fotocamera integrata in quanto il Samsung SCH-V200 aveva soltanto una fotocamera parzialmente integrata. Ha condiviso lo stesso case e la batteria, ma non è stato integrato con la funzione del telefono. Certamente non poteva trasmettere un'immagine "a distanza", in tal modo non conforme all'alta definizione di un telefono con fotocamera. L'immagine del SCH-V200 doveva essere scaricata via cavo ad un PC. La fotocamera del SH04 Sharp è stato integrata sia meccanicamente che elettronicamente e potrebbe trasmettere l'immagine catturata a distanza. È stato il punto di partenza degli odierni telefoni cellulari con fotocamera.